# カミーユ＝メルシオール・ジベール
カミーユ＝メルシオール・ジベール（Camille-Melchior Gibert、1797年8月18日 - 1866年7月30日）は、フランスの皮膚科医。
パリに生まれる。アンリ4世によって開設された伝統あるパリのサン=ルイ病院 (fr:Hôpital Saint-Louis (Paris)) でインターンとなる。サンルイ病院は皮膚科と血液学の研究で著名であった。皮膚科医となった後は、サンルイ病院、およびブロカ病院に勤務する。1860年に発見した当時原因不明の皮膚病ジベルばら色粃糠疹 (Pityriasis rosé de Gibert) の発見によって知られる。1866年、パリで死去。